# Friedrich von Gagern (Autor)

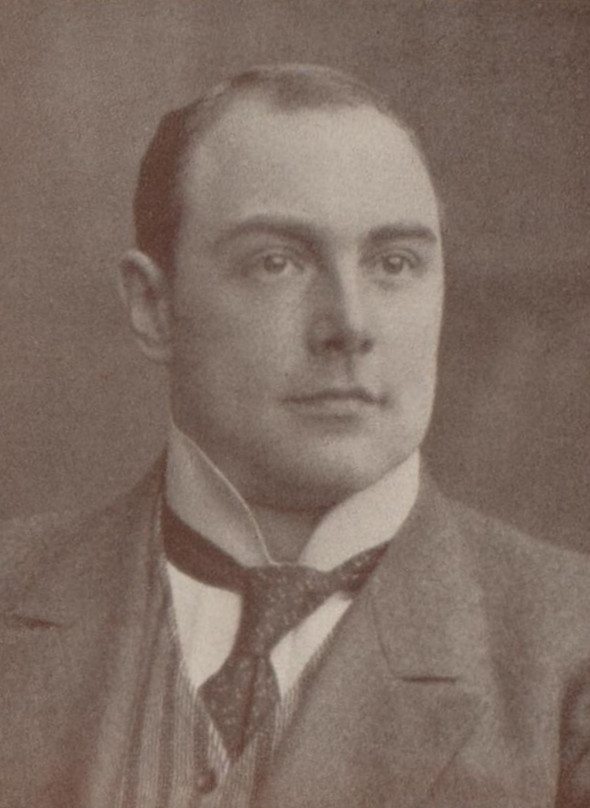
Friedrich von Gagern

Friedrich Heinrich Karl Gustav Freiherr von Gagern (* 26. Juni 1882 in Mokritz; † 15. November 1947 in Geigenberg bei St. Leonhard am Forst) war ein österreichischer Autor naturnaher Jagd-, Tier- und Abenteuergeschichten.

## Herkunft

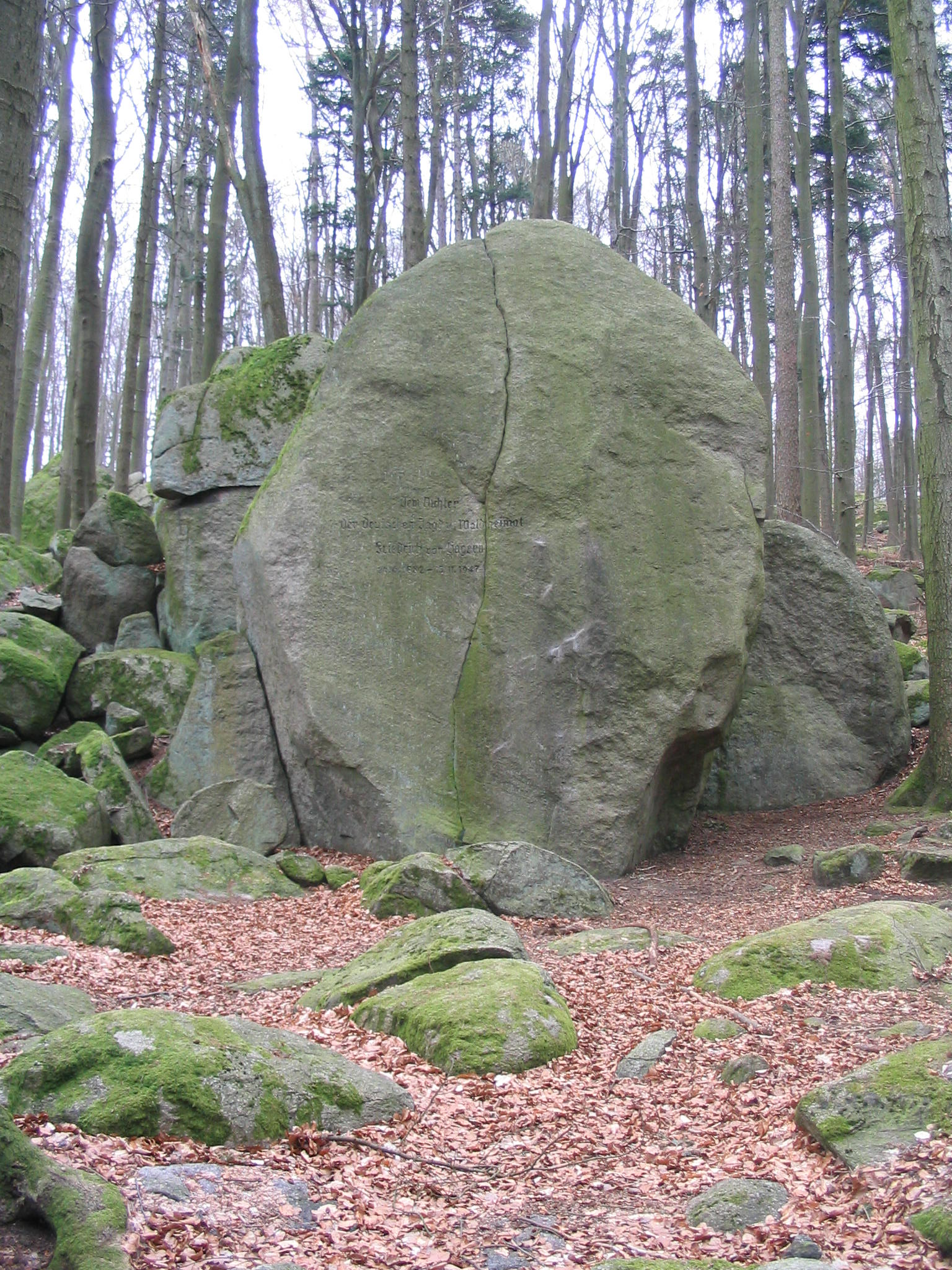
Eine Inschrift auf einem Granitoidfelsen (dem Gagernstein) bei Steinau nordöstlich der Neunkircher Höhe im Odenwald erinnert an den Natur- und Jagdschriftsteller

Der auf Schloss Mokritz (Krain in Slowenien) als Sohn des Heinrich Freiherr von Gagern (1841–1894) und der Gräfin Beatrix von Auersperg (1848–1919) geborene Reise- und Jagdschriftsteller Friedrich von Gagern war ein Großneffe von Anastasius Grün, ein Enkel von Max Ludwig Freiherr von Gagern und ein Jugendfreund von Anton Wildgans. Zu seinen weiteren Vorfahren zählen auch Heinrich von Gagern, Präsident der Nationalversammlung von 1848 in der Paulskirche.

## Leben
Von Gagern studierte Philosophie, Geschichte und Literaturgeschichte in Wien, lebte und arbeitete dann als Redakteur der Hugo'schen Jagdzeitung (1906 bis 1914) und ab 1914 als freier Schriftsteller. Er bereiste Amerika und Afrika und verarbeitete diese Erlebnisse in seinen Werken.
Im Januar 1897 schrieb er an Karl May und stellte einige Leserfragen.
In seinen Romanen und Erzählungen brachte er sein starkes Naturempfinden zum Ausdruck, wobei er speziell den Typus der Jagderzählung prägte. Er gilt als der Jägerdichter des 20. Jahrhunderts, der die Stimmungen der Jagd präzise einfangen und festhalten zu vermochte. Jagd war für ihn nicht nur Triebbefriedigung oder Gier nach Trophäen, sondern vielmehr ein umfassendes Naturerleben und -betrachten bei gleichzeitiger Abkehr von gesellschaftlichen Konventionen, was vor allem innerhalb seines späteren Schaffens zum Ausdruck kommt.
Er war Autor expressionistischer, seinerzeit sehr populärer Romane, schrieb u. a. exotische Abenteuererzählungen in Lederstrumpfmanier, in denen männliches Einzelgängertum und die Ursprünglichkeiten fremder Völker idealisiert werden, Heimatromane und Gesellschaftschroniken einer aristokratischen vergangenen Welt. Die meisten seiner Bücher erschienen zwischen den Weltkriegen und hatten hohe Auflagen. Zwischen 1919 und 1929 schrieb von Gagern aus dem Stoff für den ursprünglich geplanten Roman Die Prärie die drei Amerikabücher Der Marterpfahl, Der tote Mann und Das Grenzerbuch. Sie erzählen von der Okkupation Amerikas durch weiße Siedler und waren auch nach dem Zweiten Weltkrieg gefragte Jugendbücher. Er war Ehrenmitglied im Cowboy Club München.
1927 wählte Gagern das südlich von Melk gelegene „Haus Geigenberg“ zum Wohnsitz, eine Villa in der Gemeinde St. Leonhard am Forst. Begraben wurde er am Ortsfriedhof St. Leonhard. Ihm zu Ehren wurde auch ein Jagdzimmer im Gemeindeschloss eingerichtet, in dem sein Leben und Wirken dokumentiert wird. 
Das Schloss Mokrice – im heutigen Slowenien in unmittelbarer Nähe zur kroatischen Hauptstadt Zagreb – beherbergt heute ein Hotel, der Park eine Golfanlage.
1946 wurde Gagern laut Angabe seines Verlags Stiasny Vizepräsident des Landesverbandes der Liga für Menschenrechte.
Friedrich von Gagern starb im Alter von 65 Jahren und wurde auf dem Friedhof von St. Leonhard am Forst beigesetzt.
1973 wurde in Wien-Donaustadt (22. Bezirk) die Gagerngasse nach ihm benannt.

## Familie
Er heiratete im Jahr 1911 auf Mojawola Ruth von Kospoth (1880–1914), geschiedene Freiin von Venningen und Tochter des Grafen Karl August von Kospoth auf Briese und der Nora von Klitzing. Der Ehe entstammen zwei Söhne, darunter der Schriftsteller Falk von Gagern (* 23. August 1912; † 5. Juni 2000).
Nach dem Tod seiner ersten Frau heiratete er im Jahr 1917 Samobor (Scheidung 1921) Adaschka von Lepel (1881–1956), eine Tochter des Gerhard von Lepel und der Johanna von Francisci, Das Paar hatte eine Tochter.
Als letztes heiratete er 1924 in Gotha die Bankierstochter Charlotte Rehfeldt (1901–1951), eine Tochter des Paul Rehfeldt und der Olga Heydenreich.

## Werke (Auswahl)
- Der böse Geist, 1913
- Das Geheimnis, 1919
- Die Wundmale, 1919
- Kolk der Rabe und andere Tiergeschichten, 1920
- Ozean, 1921
- Das nackte Leben, 1923
- Ein Volk, 1924
- Der Marterpfahl. Erzählung, 1925. (Nachdruck: Der Marterpfahl. Novelle. Reclam, Stuttgart 1985. ISBN 3-15-006533-X.)
- Das Grenzerbuch, 1927
- Der tote Mann, 1927
- Die Straße, 1929
- Die Grüne Trilogie: Birschen und Böcke / Der Jäger und sein Schatten / Die grüne Chronik: Stunde und Stimmung; Tage nach meinem Herzen
- Schwerter und Spindeln – Ahnen des Abendlandes, 1939

Eine eingeleitete Auswahl von Werken von Friedrich von Gagern wurde 1958 von Norbert Langer unter dem Titel Jäger und Gejagte herausgegeben.

## Aufführungen
Im November 2009 sorgte der Intendant der Berliner Volksbühne, Frank Castorf, für die Uraufführung des Theaterstücks Ozean. In diesem Stück macht sich eine bunte Reisegesellschaft 1848 nach Amerika auf, um dort Glück, Freiheit und Gleichheit zu finden. Das Stück spielt auf hoher See. Die ersten Akte handeln im Zwischendeck eines Segelschiffs, auf dem deutsche Auswanderer nach Amerika reisen, der dritte Akt spielt dann auf einem Floß, woran man bereits erkennt, dass die Entwicklung nicht einfach ist. Unter diesen Passagieren befinden sich Revolutionäre, Journalisten, Totengräber, schlesische Weber, Zuhälter, Prostituierte und nicht zuletzt zwei Patres. Gagern zeigt, wie die Solidarität ehemals gemeinsamer Streiter zerbricht, wie die Ideale buchstäblich über Bord gehen. Existentielle Verzweiflung bricht sich Bahn. Das Drama ist vornehmlich ein Debattierstück ohne einen verbindenden Handlungsfaden.